# Stylidium evolutum
Stylidium evolutum är en tvåhjärtbladig växtart som beskrevs av S. Carlquist. Stylidium evolutum ingår i släktet Stylidium och familjen Stylidiaceae. Inga underarter finns listade i Catalogue of Life.